# La Forêt des pendus (roman)
Pour l’article homonyme, voir La Forêt des pendus.
La Forêt des pendus (en roumain Pădurea spânzuraților) est un roman de l'écrivain roumain Liviu Rebreanu, paru en 1922. Il est publié en français en 1932 aux éditions Perrin.
Lors de la Première Guerre mondiale, le personnage principal, Apostol Bologa, Roumain de Transylvanie et officier de l'armée austro-hongroise devant se battre contre le royaume de Roumanie, déserte et est condamné à mort.
Liviu Rebreanu s'est inspiré de la mort de son frère lors du conflit.
En 1965, le réalisateur roumain Liviu Ciulei en tire le film La Forêt des pendus.